# Élisabeth Badinter
Élisabeth Badinter (Boulogne-Billancourt, Alts del Sena, 5 de març de 1944) és una filòsofa feminista francesa, historiadora i dona de negocis. És professora de filosofia a l'École Polytechnique de París i autora d'un gran nombre de llibres. La seva obra destaca per les reflexions filosòfiques que interroguen el feminisme i la posició de les dones en la societat, ocupant-se especialment de la situació de les dones immigrants.

## Trajectòria
Els seus interessos i escrits són diversos. El 2010 una enquesta de la revista Marianne la va escollir com la intel·lectual més influent de França, principalment pels seus llibres sobre feminisme i maternitat.
Deixebla de Simone de Beauvoir, és coneguda pels seus treballs sobre el segle xviii, especialment en relació amb la història de les dones, i per ser una de les principals estudioses del moviment feminista. Ella es considera feminista de la igualtat i, per tant, republicana i universalista enfront de les posicions del feminisme de la diferència -diferencialisme i comunitarisme- procedents dels Estats Units, que Badinter considera victimista i purità.

### La dona i la mare- 2011
El 2011, en el llibre La dona i la mare, considera que la maternitat és una nova forma d'esclavitud i el resultat de la crisi econòmica que travessa el vell continent.
Planteja que la promoció de la lactància materna és en realitat una manera de retrocedir i retornar les dones a la llar. Acusa ecologistes, feministes de la diferència, pediatres i molt especialment psiquiatres infantils de culpabilitzar les mares i sotmetre-les a això que ella anomena nova forma d'esclavitud cada vegada que parlem de les necessitats afectives dels bebès. 
Moltes dones s'estan qüestionant si assumir una doble jornada de treball, cobrant menys que els seus companys, és el que realment les fa felices i, com a conseqüència, situen la maternitat en el centre de les seves vides.
Una crisi que no sols és econòmica sinó ideològica. Es qüestiona si, en un procés de cerca de la felicitat a través del consum, no ens hem oblidat d'escoltar la naturalesa. Per això, adquireix ara especial valor i s'imposa la tendència a pensar que tot el natural és bo.
El part natural amb dolor, la lactància materna o l'ús de bolquers reutilitzables formen part d'una ofensiva naturalista que troba entre les seves víctimes dones professionals que ronden els 30 anys i que, pressionades per l'edat, abandonen temporalment la seva feina per a viure la maternitat. Afecta igualment les dones menys afavorides que busquen refugi en les ajudes socials dels Estats per a dedicar més temps a la criança dels seus fills.

### Per mal camí- 2004
Badinter qüestiona que es col·loqui la dona en el lloc de l'eterna víctima i s'abandonin o menysvalorin les reivindicacions importants tradicionals del feminisme. La pressió de la revolució femenina reclamava una societat més justa i igualitària, que fos més harmònica en la relació entre homes i dones.
Per a Badinter, l'harmonia social corre el perill de naufragar per la deriva que hauria adoptat des dels anys 80 del segle xx el moviment feminista. En el seu llibre denuncia com en les últimes dècades el moviment feminista radical ha deixat de defensar el valor universal de la igualtat en la diferència entre sexes per a promoure una posició victimista que és, per a l'autora, una desviació que ha portat el feminisme per la via tirànica d'un enfrontament absurd entre dones i homes, convertint-los en enemics irreductibles en partir del prejudici dogmàtic que ella és la víctima per naturalesa i ell, un botxí per definició. Un mal camí que només porta al caos, al descrèdit del feminisme i a perdre la batalla per la igualtat entre els sexes. La simplificació de la relació entre homes i dones condueix a ressuscitar vells estereotips i a la implantació d'un nou «puritanisme» feminista. Advoca per una tornada a la discussió d'idees entre concepcions oposades i per fer avançar la igualtat entre els sexes sense amenaçar les relacions entre dones i homes.

## Veus crítiques
Des de sectors feministes es qualifica Badinter d'antifeminista i de gaudir de l'ajuda inestimable dels mitjans de comunicació patriarcals. La seva posició com a empresària de publicitat li permet gaudir d'un púlpit des del qual atiaria contra moltes de les reivindicacions feministes actuals. Es considera que és una “pamfletària” que condemna tant el feminisme francès com l'americà. En el llibre Per mal camí se sostindria que les feministes victimitzen les dones per la seva resistència a les formes d'opressió que elles sofreixen.

## Vida personal
És filla de Marcel Bleustein-Blanchet, fundador de Publicis Groupe. Està casada amb Robert Badinter, advocat, professor de dret i exministrede justícia. Té una filla i dos fills, Simon i Benjamin Badinter, que estan al capdavant de Médias et régie Europa, una companyia subsidiària de Publicis. Segons Forbes, és una de les ciutadanes franceses més riques, amb una fortuna que rondava 1.8 bilions de dòlars el 2012.

## Publicacions
- 1981 - L'Amor en plus: histoire de l'amor maternel (XVIIe-XXe siècle)
- 1981 - Els Goncourt: «Romanciers et historiens des femmes», prefaci de «La Femme au XVIIe siècle d'Edmond et Jules de Goncourt»
- 1983 - Émilie, Émilie, L'ambició féminine au XVIIIe siècle
- 1985 - Els Remontrances de Malesherbes (1771–1775)
- 1986 - L'Un est l'autre
- 1986 - Cahiers Suzanne Lilar, pàg. 15–26, París, Gallimard
- 1988 - Condorcet. Un intellectuel en politique.
- 1988 - Correspondance inédite de Condorcet et Madame Suard (1771-1791).
- 1989 - Madame d'Épinay, Histoire de Madame de Montbrillant ou els Contreconfessions, prefaci d'Élisabeth Badinter.
- 1989 - Thomas, Diderot, Madame d'Épinay: Qu'est-ce qu'une femme?, prefaci d'Élisabeth Badinter.
- 1989 - Condorcet, Prudhomme, Guyomar: Paroles d'hommes (1790–1793)
- 1992 - XY, de l'identité masculin
- 1997 - Madame du Châtelet, Discours sud le bonheur, prefaci.
- 1999 - Les Passions intellectuelles, vol. 1: Désirs de gloire (1735–1751).
- 2002 - Les Passions intellectuelles, vol. 2: L'exigence de dignité (1751–1762).
- 2002 - Simone de Beauvoir, Marguerite Yourcenar, Nathalie Sarraute, Conferència Élizabeth Badinter, Jacques Lassalle i Lucette Fines
- 2003 - Fausse route: Réflexions sud 30 années de féminime
- 2006 -  Dead End Feminism, 2006. ISBN 0-7456-3380-3.
- 2006 - Madame du Châtelet, Madame d'Épinay: Ou l'Ambició féminine au XVIIIe siècle
- 2007 - Les Passions intellectuelles, vol.3: Volonté de Pouvoir (1762-1778).
- 2008 - Je meurs d'amour pour toi, Isabelle de Bourbon-Parme, lettres à l'archiduchesse Marie-Christine.
- 2010 - Le conflit, la femme et la mère
- 2016 - Le Pouvoir au féminin, Marie-Thérèse d'Autriche 1717-1780 - L'impératrice-reine

En català
- L'infant de Parma, traducció d'Antoni Furió, Editorial Universitat de València (2010)

## Premis i honors
- Mónaco: Comandant de l'Orde de Mèrit Cultural (2011)[15]